# Ophiomyia tuberculata
Ophiomyia tuberculata är en tvåvingeart som beskrevs av Becker 1903. Ophiomyia tuberculata ingår i släktet Ophiomyia och familjen minerarflugor.
Artens utbredningsområde är Egypten. Inga underarter finns listade i Catalogue of Life.